# Стефано Губерти
Стефано Губерти (на италиански: Stefano Guberti) е италиански професионален футболист, външен полузащитник. Той играе под наем за Сампдория. Собственост на Рома. Висок е 180 см.
Губерти прави дебюта си в Серия А на 10 септември 2006 г. за Асколи срещу Аталанта.